# Rhynchospora triflora
Rhynchospora triflora là loài thực vật có hoa trong họ Cói. Loài này được Vahl miêu tả khoa học đầu tiên năm 1805.